# Ferruccio Tagliavini
Ferruccio Tagliavini (Reggio Emilia, 14 agosto 1913 – Reggio Emilia, 28 gennaio 1995) è stato un tenore e attore italiano.
Essenzialmente tenore di grazia, dotato di voce calda e morbida e di fraseggio suadente, formò con Tito Schipa e, in parte, Beniamino Gigli, un trio di tenori dall'impronta "soave", fra i più popolari del XX secolo.

## Biografia

### La giovinezza
Nacque a Villa Cavazzoli, alla periferia di Reggio Emilia, da Erasmo Tagliavini e Barbara Neviani. Da bambino si trasferì con la famiglia a Barco, dove si appassionò al canto e, dopo aver frequentato le scuole professionali, si diede allo studio del violino e iniziò a cantare nel coro della chiesa, venendo soprannominato "piccolo Caruso". Nonostante i genitori lo incoraggiassero a prendere lezioni di canto, fu attratto maggiormente dall'elettrotecnica e dalla meccanica, finché il padre lo convinse a iscriversi all'istituto "Achille Peri" di Reggio Emilia, dove nel 1931 gli vennero impartite le prime lezioni di canto dal maestro Pietro Melloni. Nel 1935, allo scoppio della guerra d'Etiopia, partì volontario per l'Africa Orientale Italiana, dove rimase un anno.

### La carriera
All'età di ventiquattro anni partecipò a un concorso di canto a Parma e vinse una borsa di studio che gli permise d'iscriversi al Conservatorio Arrigo Boito, dove studiò sotto la guida di Italo Brancucci. Nel 1938 vinse il "Concorso Nazionale di Canto Lirico" indetto dall'Opera nazionale del dopolavoro e poté frequentare un corso di perfezionamento presso il Teatro Comunale di Firenze, dove l'appoggio e i consigli del maestro Mario Labroca e l'insegnamento del tenore Amedeo Bassi gli furono preziosi. Il 27 ottobre 1938 debuttò a Firenze ne La bohème, cogliendo subito uno strepitoso successo. Nello stesso anno esordì alla radio in un concerto Martini & Rossi. Altro importante debutto fu il 29 gennaio 1942 alla Scala ne Il barbiere di Siviglia, con Gianna Pederzini, Gino Bechi e Tancredi Pasero. Tra il 1943 e il 1945, durante la campagna d'Italia, cantò in numerosi concerti, esibendosi per le truppe alleate americane e britanniche.
Dopo la fine della seconda guerra mondiale iniziò a esibirsi anche all'estero: l'11 giugno 1946 esordì al Teatro Colón di Buenos Aires in Tosca, affiancato dalla moglie Pia Tassinari e il 10 gennaio 1947 con La bohème debuttò al Metropolitan Opera di New York, dove si esibì regolarmente fino al 1954. Il 13 settembre 1950 approdò nella medesima opera alla Royal Opera House di Londra, cui seguì il 1º luglio 1951 il debutto all'Opéra di Parigi con Un ballo in maschera. Nel 1962, dopo sette anni di assenza, ritornò al Met, dove fece le ultime apparizioni ne L'elisir d'amore e La bohème. In quegli anni si dedicò anche alla musica leggera e a quella napoletana incidendo alcuni dischi per la RCA Italiana: Canzoni di ieri (1961), Le canzoni di papà (1963), Romanze d'altri tempi (1964), Canzoni napoletane (1965).
Si ritirò dalle scene operistiche il 21 luglio 1970 al teatro romano di Benevento ancora con L'elisir d'amore. Il 20 maggio 1981 concluse le esibizioni alla Carnegie Hall di New York con l'esecuzione in forma di concerto de L'amico Fritz.

### Il cinema
Nel 1941, grazie al volto simpatico e fotogenico, Tagliavini approdò al cinema con Voglio vivere così, pellicola diretta da Mario Mattoli e accolta con entusiasmo dal pubblico, nella quale cantò l'omonima canzone di Giovanni D'Anzi e Tito Manlio, che divenne un suo cavallo di battaglia. La carriera cinematografica continuò fino alla fine degli anni cinquanta e vide la partecipazione a otto film, di genere comico-brillante o film d'opera. Uno di questi, Anema e core, ebbe un risvolto autobiografico, in quanto vi interpretò un elettricista eccezionalmente dotato per il canto.

### Vita privata
Nel novembre del 1940, in occasione de L'amico Fritz al Politeama Garibaldi di Palermo, conobbe il soprano Pia Tassinari e se ne innamorò. I due si sposarono il 30 aprile 1941.
Raggiunto il successo, Tagliavini non tralasciò le avventure galanti, senza preoccuparsi di tenere nascoste le sue relazioni, nonostante fosse felicemente sposato. Nel 1949, quando viveva negli Stati Uniti, fu citato in tribunale dalla giovane cantante Mary Phillips per una presunta paternità e dovette pagare 1.050 dollari a favore della piccola Fiorenza Teresa, che all'epoca aveva diciotto mesi. Nello stesso periodo intraprese un'importante relazione sentimentale con la ex miss spagnola Carmen, che gli diede la figlia Nanda nell'agosto del 1950. Ebbe anche simpatie amorose per il soprano Anna Moffo e per la soubrette americana Jen-Jen. Negli anni settanta si legò al soprano Isabella Stramaglia, con la quale iniziò a convivere, per poi sposarla il 1º agosto 1992, dopo aver ottenuto il divorzio da Pia Tassinari. Nel 1974 ebbe da lei un'altra figlia.
Nel 1988, nel corso di un galà al Teatro Municipale di Reggio Emilia, gli fu consegnato il premio Agis Bnl "Una vita per il teatro". In seguito Tagliavini trascorse la vecchiaia in povertà e solitudine, costretto a vivere nella casa per anziani Villa Ilva di Cavriago, dove per molti anni fu aiutato con un assegno mensile da Luciano Pavarotti. Morì ottantunenne nella sua villa di Reggio Emilia dopo una lunga degenza ospedaliera a causa dei gravi problemi respiratori che lo affliggevano da tempo. È sepolto nel cimitero suburbano della città.

## Repertorio
| Ruolo                 | Titolo                  | Autore       |
| --------------------- | ----------------------- | ------------ |
| Elvino                | La sonnambula           | Bellini      |
| Nadir                 | I pescatori di perle    | Bizet        |
| Faust                 | Mefistofele             | Boito        |
| Federico              | L'Arlesiana             | Cilea        |
| Maurizio di Sassonia  | Adriana Lecouvreur      | Cilea        |
| Nemorino              | L'elisir d'amore        | Donizetti    |
| Edgardo di Ravenswood | Lucia di Lammermoor     | Donizetti    |
| Ernesto               | Don Pasquale            | Donizetti    |
| Lionello              | Martha                  | Flotow       |
| Loris Ipanov          | Fedora                  | Giordano     |
| Faust                 | Faust                   | Gounod       |
| Fritz Kobus           | L'amico Fritz           | Mascagni     |
| Flammen               | Lodoletta               | Mascagni     |
| Des Grieux            | Manon                   | Massenet     |
| Werther               | Werther                 | Massenet     |
| Don Ottavio           | Don Giovanni            | Mozart       |
| Tamino                | Il flauto magico        | Mozart       |
| Rodolfo               | La bohème               | Puccini      |
| Mario Cavaradossi     | Tosca                   | Puccini      |
| B.F. Pinkerton        | Madama Butterfly        | Puccini      |
| Riccardo Alberoni     | Il trionfo dell'onore   | Scarlatti    |
| Conte d'Almaviva      | Il barbiere di Siviglia | Rossini      |
| Rinaldo               | Armida                  | Rossini      |
| Idreno                | Semiramide              | Rossini      |
| Duca di Mantova       | Rigoletto               | Verdi        |
| Manrico               | Il trovatore            | Verdi        |
| Alfredo Germont       | La traviata             | Verdi        |
| Riccardo              | Un ballo in maschera    | Verdi        |
| Fenton                | Falstaff                | Verdi        |
| Filipeto              | I quatro rusteghi       | Wolf-Ferrari |
| Dona Cate             | Il campiello            | Wolf-Ferrari |

## Discografia

### Incisioni in studio
| Anno | Titolo Ruolo                                  | Cast                                                           | Direttore                   | Etichetta    |
| ---- | --------------------------------------------- | -------------------------------------------------------------- | --------------------------- | ------------ |
| 1941 | L'amico Fritz Fritz Kobus                     | Pia Tassinari, Saturno Meletti, Amalia Pini                    | Pietro Mascagni             | Cetra        |
| 1952 | La bohème Rodolfo                             | Rosanna Carteri, Giuseppe Taddei, Elvina Ramella, Cesare Siepi | Gabriele Santini            | Cetra        |
| 1952 | La sonnambula Elvino                          | Lina Pagliughi, Cesare Siepi                                   | Franco Capuana              | Cetra        |
| 1953 | Martha Lyonel                                 | Pia Tassinari, Elena Rizzieri, Carlo Tagliabue                 | Francesco Molinari Pradelli | Cetra        |
| 1953 | Werther                                       | Pia Tassinari, Vittoria Neviani, Marcello Cortis               | Francesco Molinari Pradelli | Cetra        |
| 1953 | Madama Butterfly Pinkerton                    | Clara Petrella, Giuseppe Taddei, Mafalda Masini                | Angelo Questa               | Cetra        |
| 1954 | Rigoletto Duca di Mantova                     | Giuseppe Taddei, Lina Pagliughi, Giulio Neri, Irma Colasanti   | Angelo Questa               | Cetra        |
| 1954 | Mefistofele Faust                             | Giulio Neri, Marcella Pobbe, Ebe Ticozzi                       | Angelo Questa               | Cetra        |
| 1954 | Un ballo in maschera Riccardo                 | Maria Curtis Verna, Giuseppe Valdengo, Pia Tassinari           | Angelo Questa               | Cetra        |
| 1955 | L'Arlesiana Federico                          | Pia Tassinari, Paolo Silveri, Gianna Galli                     | Arturo Basile               | Cetra        |
| 1955 | Tosca Mario Cavaradossi                       | Gigliola Frazzoni, Giangiacomo Guelfi                          | Arturo Basile               | Cetra        |
| 1959 | Lucia di Lammermoor Sir Edgardo di Ravenswood | Maria Callas, Piero Cappuccilli, Bernard Ładysz                | Tullio Serafin              | Columbia/EMI |
| 1968 | L'elisir d'amore Nemorino                     | Fulvia Ciano, Giuseppe Valdengo, Gianni Maffeo                 | Ino Savini                  | Supraphon    |

### Registrazioni dal vivo
- Falstaff, con Mariano Stabile, Tito Gobbi, Cloe Elmo, Franca Somigli, Augusta Oltrabella, direttore Tullio Serafin - Berlino 1941 edizione GOP
- Tosca, con Stella Roman, Alexander De Svéd, direttore Walter Herbert - Città del Messico 1946 edizione EJS
- La bohème, con Bidu Sayão, John Brownlee, Ghita Taghi, Giacomo Vaghi, direttore Antonio Guarnieri - Rio de Janeiro 1946 edizione Lyric Distribution
- La bohème, con Bidu Sayão, John Brownlee, Mimi Benzell, Nicola Moscona, direttore Giuseppe Antonicelli - New York 1948 edizione WMR
- Lucia di Lammermoor, con Lily Pons, Robert Merrill, Nicola Moscona, direttore Pietro Cimara - New York 1948 edizione Bensar
- Lucia di Lammermoor, con Lily Pons, Frank Valentino, Jerome Hines, direttore Pietro Cimara - New York 1949 edizione Melodram
- L'elisir d'amore, con Bidu Sayão, Salvatore Baccaloni, Giuseppe Valdengo, direttore Giuseppe Antonicelli - New York 1949 edizione Melodram/GOP
- Tosca, con Stella Roman, Alexander De Svéd, direttore Giuseppe Antonicelli - New York 1950 edizione Lyric Distribution
- La traviata, con Licia Albanese, Paolo Silveri, direttore Alberto Erede - New York 1950 edizione Bongiovanni
- Werther, con Giulietta Simionato, Gino Orlandini, Dora Gatta, direttore Franco Capuana - Milano 1951 edizione Myto/Bongiovanni
- Lucia di Lammermoor, con Lily Pons, Giuseppe Valdengo, Norman Scott, direttore Fausto Cleva - New York 1951 edizione Bensar
- Tosca, con Dorothy Kirsten, Paul Schöffler, direttore Fausto Cleva - New York 1952 edizione Melodram
- Tosca, con Renata Tebaldi, Tito Gobbi, direttore Francesco Molinari Pradelli - Londra 1955 edizione Bongiovanni
- Un ballo in maschera, con Antonietta Stella, Giuseppe Taddei, Ebe Stignani, direttore Francesco Molinari Pradelli - Napoli 1956 edizione Opera Lovers
- Manon, con Victoria de los Ángeles, Afro Poli, direttore Napoleone Annovazzi - Roma 1957 edizione Melodram
- Werther, con Leyla Gencer, Giuliana Tavolaccini, Mario Borriello, direttore Carlo Felice Cillario - Trieste 1959 edizione Replica/Opera d'Oro
- L'elisir d'amore, con Alda Noni, Paolo Montarsolo, Arturo La Porta, direttore Alberto Erede - Tokyo 1959 edizione VAI
- I pescatori di perle (in italiano), con Marcella Pobbe, Ugo Savarese, direttore Oliviero De Fabritiis - Napoli 1959 edizione Melodram

### Musica leggera
- 1963 Le canzoni di papà - RCA Italiana, PSL 103556[1]

## Filmografia
- Voglio vivere così, regia di Mario Mattoli (1942)
- La donna è mobile, regia di Mario Mattoli (1942)
- Ho tanta voglia di cantare, regia di Mario Mattoli (1943)
- Il barbiere di Siviglia, regia di Mario Costa (1947)
- Al diavolo la celebrità, regia di Steno e Monicelli (1949)
- I cadetti di Guascogna, regia di Mario Mattoli (1950)
- Anema e core, regia di Mario Mattoli (1951)
- Vento di primavera, regia di Giulio Del Torre e Arthur Maria Rabenalt (1959)